# Provincia de Barletta-Andria-Trani
Barletta-Andria-Trani es una provincia italiana de la región de Apulia. Constituida en 2004, su primera elección para el Consejo Provincial se realizó en 2009. Se creó a partir de diez municipios (comuni) que estaban anteriormente en las provincias de Bari y Foggia. Su nombre proviene de las tres ciudades que comparten las funciones administrativas de la nueva provincia. La población total de los diez municipios que comprenden la nueva provincia es de 391 850 (2010).

## Ciudades de Barletta-Andria-Trani
La nueva provincia comprende 10 municipios (censo 2001):
Siete provienen de la provincia de Bari:
- Barletta, Andria y Trani (capitales conjuntas; 92 094, 95 653 y 53 139 habitantes respectivamente)
- Bisceglie (51 718)
- Canosa di Puglia (31 445)
- Minervino Murge (10 213)
- Spinazzola (7362)

Y tres de la provincia de Foggia:
- Margherita di Savoia (12 585)
- San Ferdinando di Puglia (14 361)
- Trinitapoli (14 448)